# La Queue-les-Yvelines
La Queue-les-Yvelines är en kommun i departementet Yvelines i regionen Île-de-France i norra Frankrike. Kommunen ligger i kantonen Montfort-l'Amaury som tillhör arrondissementet Rambouillet. År 2022 hade La Queue-les-Yvelines 2 505 invånare.

## Befolkningsutveckling
Antalet invånare i kommunen La Queue-les-Yvelines
| Referens: INSEE |